# 푸치시 예뇌
푸치시 예뇌(헝가리어: Fuchs Jenő, 1882년 10월 29일 ~ 1955년 3월 14일)는 헝가리의 펜싱 선수이다. 사브르 종목을 전문적으로 활약하면서, 1908년과 1912년 하계 올림픽에서 개인/단체전 2연승을 거두었다.
부다페스트의 유대인 집안 출신으로, 19세기에 유대인들은 행동적 조직들에서 제외당하였다. 아무 펜싱 클럽에 소속되거나 국내 토너먼트를 우승한 적이 없던 푸치시는 1908년 런던 올림픽 선발 시합에서 3위로 오면서 출전에 합격하였다.
런던 올림픽에서 사브르 종목의 개인전과 단체전을 모두 우승하면서 첫 금메달을 획득하였다. 4년 후, 스톡홀름 올림픽에서 똑같은 승리들을 되풀이하였다.
자신의 올림픽 경력 중에 25개의 개인전에서 22승, 2패, 1 무승부의 기록을 세웠다.
72세의 나이로 부다페스트에서 사망하였다. 1982년에는 국제 유대인 스포츠 명예의 전당에 헌액되었다.